# 捷克斯洛伐克克朗

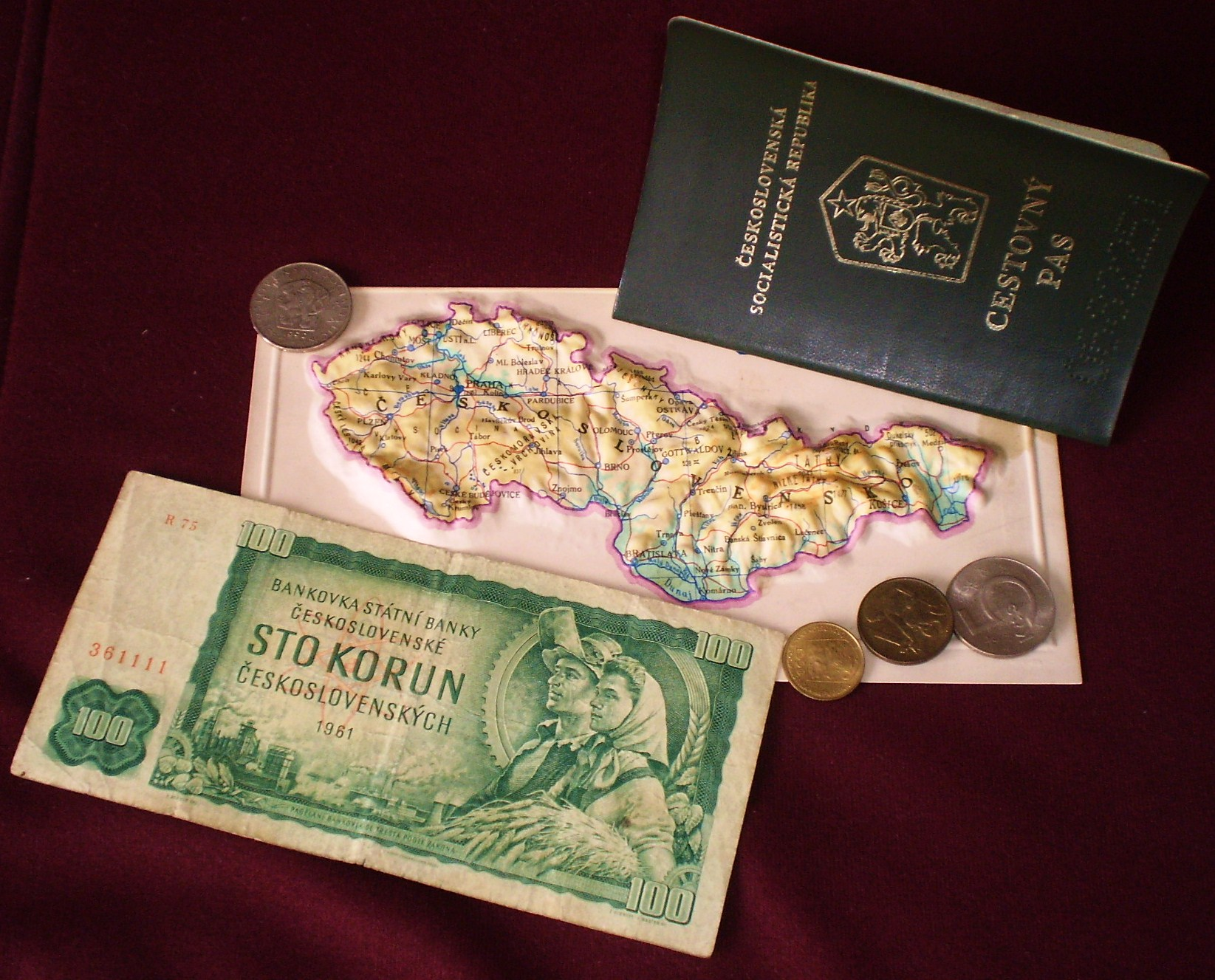
捷克斯洛伐克克朗

捷克斯洛伐克克朗 （捷克语及斯洛伐克语：Koruna československá）是东欧国家捷克斯洛伐克在1919年4月10日到1939年3月14日和1945年11月1日到1993年2月7日期间发行流通的货币。1993年2月8日，捷克斯洛伐克克朗被捷克克朗和斯洛伐克克朗所取代。货币编码CSK。捷克斯洛伐克克朗可分為三版，分別在捷克斯洛伐克第一共和國、二戰結束後、1953年開始發行。